# Boulevard Lumumba (Kinshasa)
Pour les articles homonymes, voir Lumumba (homonymie).

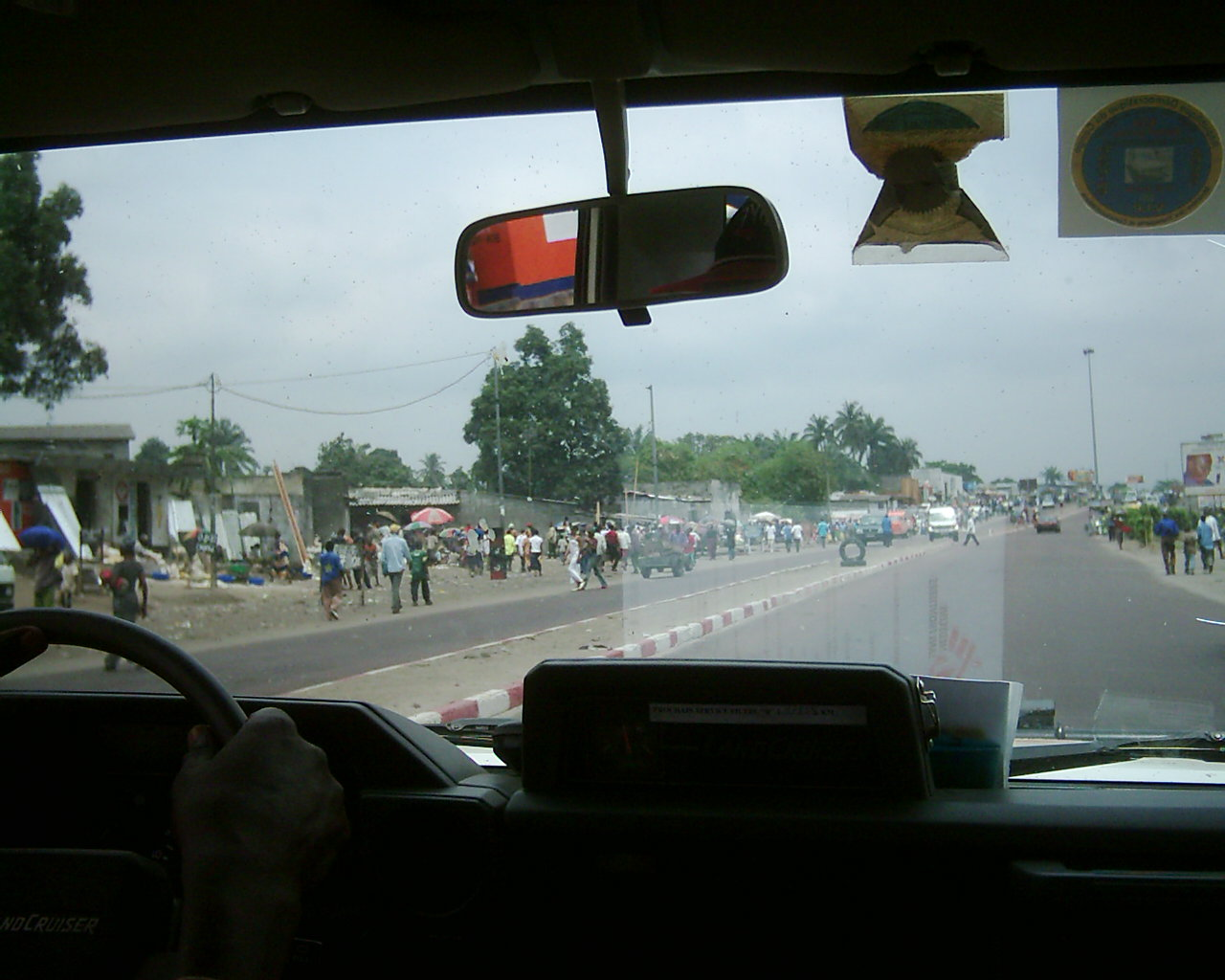
Le boulevard Lumumba à Ndjili

Le boulevard Lumumba (anciennement Route de Kenge) est l'une des principales artères de la ville de Kinshasa. 

## Situation et accès
Il débute à Kalamu, dans la Cité, et se prolonge vers le sud-est en passant par la Place de l'Échangeur et l'est en direction de l'aéroport de Ndjili et du Bandundu.
Un important embranchement, celui de l'Échangeur, au niveau de Lemba permet l'accès à l'Université de Kinshasa.

## Origine du nom
Le boulevard rend honneur à Patrice Lumumba (1925-1961), héros de l'indépendance congolaise et premier Premier ministre de la République démocratique du Congo après l'indépendance en 1960.

## Historique
La voie qui s'est appelée à l'origine « route de Kenge » a fait l’objet de réhabilitation et d'agrandissement, bien que certains travaux aient été interrompus à cause de problèmes d'infrastructure comme l'absence de caniveaux, entraînant des inondations pendant la saison des pluies,.